# Élections législatives de 2022 dans le Val-de-Marne
Les élections législatives françaises de 2022 se déroulent les 12 et 19 juin 2022. Dans le département du Val-de-Marne, onze députés sont à élire dans le cadre de onze circonscriptions.

## Contexte

### Résultats de l'élection présidentielle de 2022 par circonscription
| Circonscription | 1er tour | 1er tour | 1er tour  |         | 2d tour | 2d tour |
| Circonscription | Macron   | Le Pen   | Mélenchon | Macron  | Le Pen  |         |
| --------------- | -------- | -------- | --------- | ------- | ------- | ------- |
| Circonscription |          |          |           |         |         |         |
| 1re             | 34,52 %  | 11,15 %  | 23,87 %   | 75,62 % | 24,38 % |         |
| 2e              | 22,30 %  | 11,74 %  | 45,41 %   | 73,40 % | 26,60 % |         |
| 3e              | 24,70 %  | 17,68 %  | 34,71 %   | 64,45 % | 35,55 % |         |
| 4e              | 30,68 %  | 16,11 %  | 26,26 %   | 68,28 % | 31,72 % |         |
| 5e              | 32,77 %  | 11,31 %  | 27,45 %   | 75,36 % | 24,64 % |         |
| 6e              | 35,08 %  | 7,21 %   | 26,65 %   | 82,30 % | 17,70 % |         |
| 7e              | 29,08 %  | 12,69 %  | 33,18 %   | 73,39 % | 26,61 % |         |
| 8e              | 32,49 %  | 11,14 %  | 25,08 %   | 75,86 % | 24,14 % |         |
| 9e              | 23,69 %  | 12,50 %  | 41,63 %   | 72,95 % | 27,05 % |         |
| 10e             | 22,58 %  | 9,85 %   | 45,75 %   | 77,48 % | 22,52 % |         |
| 11e             | 24,98 %  | 9,49 %   | 41,42 %   | 78,08 % | 21,92 % |         |

## Système électoral
Les élections législatives ont lieu au scrutin uninominal majoritaire à deux tours dans des circonscriptions uninominales.
Est élu au premier tour le candidat qui réunit la majorité absolue des suffrages exprimés et un nombre de voix au moins égal au quart (25 %) des électeurs inscrits dans la circonscription. Si aucun des candidats ne satisfait ces conditions, un second tour est organisé entre les candidats ayant réuni un nombre de voix au moins égal à un huitième des inscrits (12,5 %) ; les deux candidats arrivés en tête du premier tour se maintiennent néanmoins par défaut si un seul ou aucun d'entre eux n'a atteint ce seuil. Au second tour, le candidat arrivé en tête est déclaré élu.
Le seuil de qualification basé sur un pourcentage du total des inscrits et non des suffrages exprimés rend plus difficile l'accès au second tour lorsque l'abstention est élevée. Le système permet en revanche l'accès au second tour de plus de deux candidats si plusieurs d'entre eux franchissent le seuil de 12,5 % des inscrits. Les candidats en lice au second tour peuvent ainsi être trois, un cas de figure appelé « triangulaire ». Les second tours où s'affrontent quatre candidats, appelés « quadrangulaire » sont également possibles, mais beaucoup plus rares.

### Partis et nuances
Les résultats des élections sont publiées en France par le ministère de l'Intérieur, qui classe les partis en leur attribuant des nuances politiques. Ces dernières sont décidées par les préfets, qui les attribuent indifféremment de l'étiquette politique déclarée par les candidats, qui peut être celle d'un parti ou une candidature sans étiquette.
En 2022, seuls les coalitions Ensemble (ENS) et Nouvelle Union populaire écologique et sociale (NUP), ainsi que le Parti radical de gauche (RDG), l'Union des démocrates et indépendants (UDI), Les Républicains (LR), le Rassemblement national (RN) et Reconquête (REC) se voient attribués en 2022 des nuances propres,,.
Tous les autres partis se voient attribués l'une ou l'autre des nuances suivantes : DXG (divers extrême gauche), DVG (divers gauche), ECO (écologiste), REG (régionaliste), DVC (divers centre), DVD (divers droite), DSV (droite souverainiste) et DXD (divers extrême droite). Des partis comme Debout la France ou Lutte ouvrière ne disposent ainsi pas de nuances propres, et leurs résultats nationaux ne sont pas publiés séparément par le ministère, car mélangés avec d'autres partis (respectivement dans les nuances DSV et DXG),.

## Campagne
Début février, le Parti socialiste du Val de Marne annonce ses candidates et candidats dans le département dans le cas d'absence d'union avec parmi eux, la sortante Isabelle Santiago.
Quelques jours plus tard, le parti Les Républicains annonce ses investitures avant accord avec l'Union des Démocrates et Indépendants. Paul Bazin et Michel Herbillon avaient déjà annoncé leur intention de se présenter ou de se représenter.
Du côté de la France Insoumise, la candidate choisie par le parti pour la deuxième circonscription (Créteil, Orly) serait Clémence Guetté, la secrétaire générale de leur groupe parlementaire.
Au Rassemblement national, les candidats ont été dévoilés le 11 mai 2022 par Jordan Bardella.

## Résultats

### Élus
| Circonscription                                 | Député sortant         | Parti ou nuance | Parti ou nuance | Groupe | Député élu ou réélu    | Parti ou nuance | Parti ou nuance | Groupe |
| ----------------------------------------------- | ---------------------- | --------------- | --------------- | ------ | ---------------------- | --------------- | --------------- | ------ |
| 1re                                             | Frédéric Descrozaille  |                 | LREM            | LREM   | Frédéric Descrozaille  |                 | LREM            | RE     |
| 2e                                              | Jean François Mbaye    |                 | LREM            | LREM   | Clémence Guetté        |                 | LFI             | LFI    |
| 3e                                              | Laurent Saint-Martin   |                 | LREM            | LREM   | Louis Boyard           |                 | LFI             | LFI    |
| 4e                                              | Maud Petit             |                 | MoDem           | MoDem  | Maud Petit             |                 | MoDem           | DEM    |
| 5e                                              | Gilles Carrez*         |                 | LR              | LR     | Mathieu Lefèvre        |                 | LREM            | RE     |
| 6e                                              | Guillaume Gouffier-Cha |                 | LREM            | LREM   | Guillaume Gouffier-Cha |                 | LREM            | RE     |
| 7e                                              | Jean-Jacques Bridey*   |                 | LREM            | LREM   | Rachel Keke            |                 | LFI             | LFI    |
| 8e                                              | Michel Herbillon       |                 | LR              | LR     | Michel Herbillon       |                 | LR              | LR     |
| 9e                                              | Isabelle Santiago      |                 | PS              | SOC    | Isabelle Santiago      |                 | PS              | SOC    |
| 10e                                             | Mathilde Panot         |                 | LFI             | LFI    | Mathilde Panot         |                 | LFI             | LFI    |
| 11e                                             | Albane Gaillot*        |                 | ECO             | NI     | Sophie Taillé-Polian   |                 | G·s             | ÉCO    |
| * député sortant ne se représentant pas en 2022 |                        |                 |                 |        |                        |                 |                 |        |

### Taux de participation
| Taux de participation | 1er tour | 1er tour | 1er tour   | 2d tour | 2d tour | 2d tour    | Différence entre les deux tours |
| Taux de participation | En 2017  | En 2022  | Différence | En 2017 | En 2022 | Différence | Différence entre les deux tours |
| --------------------- | -------- | -------- | ---------- | ------- | ------- | ---------- | ------------------------------- |
| À midi                | 14,36 %  | 12,12 %  | 2,24       | 14,39 % | 10,90 % | 3,49       | 1,22                            |
| À 17 heures           | 35,76 %  | 33,01 %  | 2,75       | 29,77 % | 31,16 % | 1,39       | 1,85                            |
| Final                 | 48,44 %  | 47,58 %  | 0,86       | 41,32 % | 46,95 % | 5,63       | 0,63                            |

### À l'échelle du département

#### Résultats par coalition
| Parti et coalition                                           | Parti et coalition                                           | Parti et coalition                            | Premier tour | Premier tour | Premier tour | Second tour   | Second tour   | Second tour | Total Sièges  | +/-           |  |
| Parti et coalition                                           | Parti et coalition                                           | Parti et coalition                            | Voix         | %            | Sièges       | Voix          | %             | Sièges      | Total Sièges  | +/-           |  |
| ------------------------------------------------------------ | ------------------------------------------------------------ | --------------------------------------------- | ------------ | ------------ | ------------ | ------------- | ------------- | ----------- | ------------- | ------------- |  |
|                                                              |                                                              | La France insoumise (LFI)                     | 71 502       | 19,08        | 0            | 94 088        | 26,31         | 4           | 4             | 3             |  |
|                                                              | Europe Écologie Les Verts (EELV)                             | 16 061                                        | 4,29         | 0            | 19 661       | 5,50          | 0             | 0           | en stagnation |               |  |
|                                                              | Génération.s (G·s)                                           | 14 739                                        | 3,93         | 0            | 17 977       | 5,03          | 1             | 1           | Nv            |               |  |
|                                                              | Parti communiste français (PCF)                              | 13 452                                        | 3,59         | 0            | 17 739       | 4,96          | 0             | 0           | en stagnation |               |  |
|                                                              | La France insoumise - Ensemble ! (LFI - E!)                  | 11 908                                        | 3,18         | 0            | 16 581       | 4,41          | 0             | 0           | en stagnation |               |  |
|                                                              | Parti socialiste (PS)                                        | 10 612                                        | 2,83         | 0            | 13 771       | 3,85          | 1             | 1           | en stagnation |               |  |
| Total Nouvelle Union populaire écologique et sociale (NUPES) | Total Nouvelle Union populaire écologique et sociale (NUPES) | 138 274                                       | 36,90        | 0            | 179 817      | 50,28         | 6             | 6           | 4             |               |  |
|                                                              |                                                              | La République en marche (LREM)                | 74 058       | 19,76        | 0            | 125 134       | 34,99         | 3           | 3             | 3             |  |
|                                                              | Mouvement démocrate (MoDem)                                  | 10 085                                        | 2,69         | 0            | 18 050       | 5,05          | 1             | 1           | en stagnation |               |  |
|                                                              | Territoires de progrès (TdP)                                 | 7 964                                         | 2,13         | 0            |              |               |               | 0           | Nv            |               |  |
|                                                              | En commun - La République en marche (EC - LREM)              | 6 113                                         | 1,63         | 0            | 8 969        | 2,51          | 0             | 0           | Nv            |               |  |
| Total Ensemble (ENS)                                         | Total Ensemble (ENS)                                         | 98 220                                        | 26,21        | 0            | 152 153      | 42,55         | 4             | 4           | 3             |               |  |
|                                                              |                                                              | Les Républicains (LR)                         | 52 371       | 13,98        | 0            | 25 641        | 7,17          | 1           | 1             | 1             |  |
|                                                              | Union des démocrates et indépendants (UDI)                   | 4 198                                         | 1,12         | 0            |              |               |               | 0           | en stagnation |               |  |
| Total Union de la droite et du centre (UDC)                  | Total Union de la droite et du centre (UDC)                  | 56 569                                        | 15,10        | 0            | 25 641       | 7,17          | 1             | 1           | 1             |               |  |
|                                                              | Rassemblement national (RN)                                  | Rassemblement national (RN)                   | 34 220       | 9,13         | 0            |               |               |             | 0             | en stagnation |  |
|                                                              | Reconquête (REC)                                             | Reconquête (REC)                              | 17 208       | 4,59         | 0            | 0             | Nv            |             |               |               |  |
|                                                              | Parti animaliste (PA)                                        | Parti animaliste (PA)                         | 7 004        | 1,87         | 0            | 0             | en stagnation |             |               |               |  |
|                                                              |                                                              | Écologie au centre (ÉAC)                      | 3 345        | 0,89         | 0            | 0             | en stagnation |             |               |               |  |
|                                                              | Mouvement des progressistes (MdP)                            | 889                                           | 0,24         | 0            | 0            | en stagnation |               |             |               |               |  |
|                                                              | Liberté écologie fraternité (LEF)                            | 783                                           | 0,21         | 0            | 0            | Nv            |               |             |               |               |  |
| Total Écologie au centre (ÉAC)                               | Total Écologie au centre (ÉAC)                               | 5 017                                         | 1,34         | 0            | 0            | en stagnation |               |             |               |               |  |
|                                                              | Lutte ouvrière (LO)                                          | Lutte ouvrière (LO)                           | 3 916        | 1,05         | 0            | 0             | en stagnation |             |               |               |  |
|                                                              |                                                              | Les Patriotes (LP)                            | 1 449        | 0,39         | 0            | 0             | Nv            |             |               |               |  |
|                                                              | Debout la France (DLF)                                       | 579                                           | 0,15         | 0            | 0            | en stagnation |               |             |               |               |  |
| Total Union pour la France (UPF)                             | Total Union pour la France (UPF)                             | 2 028                                         | 0,54         | 0            | 0            | en stagnation |               |             |               |               |  |
|                                                              | Parti radical de gauche (PRG)                                | Parti radical de gauche (PRG)                 | 1 677        | 0,45         | 0            | 0             | en stagnation |             |               |               |  |
|                                                              | Parti des citoyens européens (PACE)                          | Parti des citoyens européens (PACE)           | 1 302        | 0,35         | 0            | 0             | Nv            |             |               |               |  |
|                                                              | Dissidents Ensemble                                          | Dissidents Ensemble                           | 1 192        | 0,32         | 0            | 0             | Nv            |             |               |               |  |
|                                                              | Parti ouvrier indépendant démocratique (POID)                | Parti ouvrier indépendant démocratique (POID) | 1 181        | 0,31         | 0            | 0             | en stagnation |             |               |               |  |
|                                                              |                                                              | Gauche républicaine et socialiste (GRS)       | 1 080        | 0,29         | 0            | 0             | Nv            |             |               |               |  |
|                                                              | Sans étiquette                                               | 0                                             | 0,00         | 0            | 0            | Nv            |               |             |               |               |  |
| Total Fédération de la gauche républicaine (FGR)             | Total Fédération de la gauche républicaine (FGR)             | 1 080                                         | 0,29         | 0            | 0            |               |               |             |               |               |  |
|                                                              |                                                              | Alliance centriste (AC)                       | 842          | 0,22         | 0            | 0             | Nv            |             |               |               |  |
| Total Les écologistes avec la majorité présidentielle (ÉMP)  | Total Les écologistes avec la majorité présidentielle (ÉMP)  | 842                                           | 0,22         | 0            | 0            |               |               |             |               |               |  |
|                                                              | Place publique (PP)                                          | Place publique (PP)                           | 799          | 0,21         | 0            | 0             | Nv            |             |               |               |  |
|                                                              | Dissidents NUPES                                             | Dissidents NUPES                              | 747          | 0,20         | 0            | 0             | Nv            |             |               |               |  |
|                                                              |                                                              | L'écologie autrement (LEA)                    | 742          | 0,20         | 0            | 0             | Nv            |             |               |               |  |
| Total Tous unis pour le vivant (TUPV)                        | Total Tous unis pour le vivant (TUPV)                        | 742                                           | 0,20         | 0            | 0            | Nv            |               |             |               |               |  |
|                                                              | Résistons (RES)                                              | Résistons (RES)                               | 407          | 0,11         | 0            | 0             | Nv            |             |               |               |  |
|                                                              |                                                              | EnVie d’Un Nôtre Monde (EVUNM)                | 200          | 0,05         | 0            | 0             | Nv            |             |               |               |  |
|                                                              | Decidemos (DEC)                                              | 126                                           | 0,03         | 0            | 0            | Nv            |               |             |               |               |  |
| Total Convergence RIC (CRIC)                                 | Total Convergence RIC (CRIC)                                 | 326                                           | 0,09         | 0            | 0            | Nv            |               |             |               |               |  |
|                                                              | Parti pirate (PP)                                            | Parti pirate (PP)                             | 280          | 0,07         | 0            | 0             | en stagnation |             |               |               |  |
|                                                              | Le Mouvement de la ruralité (LMR)                            | Le Mouvement de la ruralité (LMR)             | 192          | 0,05         | 0            | 0             | Nv            |             |               |               |  |
|                                                              |                                                              | République souveraine (RS)                    | 111          | 0,03         | 0            | 0             | Nv            |             |               |               |  |
| Total La Raison du peuple (LRDP)                             | Total La Raison du peuple (LRDP)                             | 111                                           | 0,03         | 0            | 0            | Nv            |               |             |               |               |  |
|                                                              | Autres partis                                                | Autres partis                                 | 3            | 0,00         | 0            | 0             | en stagnation |             |               |               |  |
|                                                              | Sans étiquette (SE)                                          | Sans étiquette (SE)                           | 1 378        | 0,37         | 0            | 0             | en stagnation |             |               |               |  |
|                                                              |                                                              |                                               |              |              |              |               |               |             |               |               |  |
| Suffrages exprimés                                           | Suffrages exprimés                                           | Suffrages exprimés                            | 374 715      | 98,12        |              | 357 611       | 94,86         |             |               |               |  |
| Votes blancs                                                 | Votes blancs                                                 | Votes blancs                                  | 5 219        | 1,37         | 14 159       | 3,76          |               |             |               |               |  |
| Votes nuls                                                   | Votes nuls                                                   | Votes nuls                                    | 1 962        | 0,51         | 5 208        | 1,38          |               |             |               |               |  |
| Total                                                        | Total                                                        | Total                                         | 381 896      | 100          | 0            | 376 978       | 100           | 11          | 11            | en stagnation |  |
| Abstentions                                                  | Abstentions                                                  | Abstentions                                   | 420 787      | 52,42        |              | 425 924       | 53,05         |             |               |               |  |
| Inscrits/Participation                                       | Inscrits/Participation                                       | Inscrits/Participation                        | 802 683      | 47,58        | 802 902      | 46,95         |               |             |               |               |  |

#### Résultats par nuance
| Nuance                 | Nuance                                         | Nuance                 | Premier tour | Premier tour | Premier tour | Second tour | Second tour   | Second tour | Total Sièges | +/-           |  |
| Nuance                 | Nuance                                         | Nuance                 | Voix         | %            | Sièges       | Voix        | %             | Sièges      | Total Sièges | +/-           |  |
| ---------------------- | ---------------------------------------------- | ---------------------- | ------------ | ------------ | ------------ | ----------- | ------------- | ----------- | ------------ | ------------- |  |
|                        | Nouvelle Union populaire écologique et sociale | NUP                    | 138 274      | 36,90        | 0            | 179 817     | 50,28         | 6           | 6            | 4             |  |
|                        | Ensemble !                                     | ENS                    | 98 220       | 26,21        | 0            | 152 153     | 42,55         | 4           | 4            | 3             |  |
|                        | Les Républicains                               | LR                     | 52 371       | 13,98        | 0            | 25 641      | 7,17          | 1           | 1            | 1             |  |
|                        | Rassemblement national                         | RN                     | 34 220       | 9,13         | 0            |             |               |             | 0            | en stagnation |  |
|                        | Reconquête                                     | REC                    | 17 208       | 4,59         | 0            | 0           | Nv            |             |              |               |  |
|                        | Ecologistes                                    | ECO                    | 12 593       | 3,36         | 0            | 0           | en stagnation |             |              |               |  |
|                        | Divers extrême gauche                          | DXG                    | 5 970        | 1,59         | 0            | 0           | en stagnation |             |              |               |  |
|                        | Union des démocrates et indépendants           | UDI                    | 4 198        | 1,12         | 0            | 0           | en stagnation |             |              |               |  |
|                        | Divers gauche                                  | DVG                    | 4 098        | 1,09         | 0            | 0           | en stagnation |             |              |               |  |
|                        | Divers                                         | DIV                    | 3 151        | 0,84         | 0            | 0           | en stagnation |             |              |               |  |
|                        | Droite souverainiste                           | DSV                    | 2 139        | 0,57         | 0            | 0           | en stagnation |             |              |               |  |
|                        | Divers centre                                  | DVC                    | 842          | 0,22         | 0            | 0           | Nv            |             |              |               |  |
|                        | Parti radical de gauche                        | RDG                    | 804          | 0,21         | 0            | 0           | en stagnation |             |              |               |  |
|                        | Régionalistes                                  | REG                    | 435          | 0,12         | 0            | 0           | en stagnation |             |              |               |  |
|                        | Divers droite                                  | DVD                    | 192          | 0,05         | 0            | 0           | en stagnation |             |              |               |  |
|                        |                                                |                        |              |              |              |             |               |             |              |               |  |
| Suffrages exprimés     | Suffrages exprimés                             | Suffrages exprimés     | 374 715      | 98,12        |              | 357 611     | 94,86         |             |              |               |  |
| Votes blancs           | Votes blancs                                   | Votes blancs           | 5 219        | 1,37         | 14 159       | 3,76        |               |             |              |               |  |
| Votes nuls             | Votes nuls                                     | Votes nuls             | 1 962        | 0,51         | 5 208        | 1,38        |               |             |              |               |  |
| Total                  | Total                                          | Total                  | 381 896      | 100          | 0            | 376 978     | 100           | 11          | 11           | en stagnation |  |
| Abstentions            | Abstentions                                    | Abstentions            | 420 787      | 52,42        |              | 425 924     | 53,05         |             |              |               |  |
| Inscrits/Participation | Inscrits/Participation                         | Inscrits/Participation | 802 683      | 47,58        | 802 902      | 46,95       |               |             |              |               |  |

### Cartes

Nuance politique des candidats arrivés en tête dans chaque commune au 1er tour.
Nuance politique des candidats arrivés en tête dans chaque commune au 2e tour.

#### Analyse
La gauche est incontestablement la gagnante de ces élections législatives de 2022 dans le Val-de-Marne. Deux mois plus tôt, Jean-Luc Mélenchon est arrivé en tête dans le département avec 32,5 % des voix, une progression de huit points par rapport à 2017.
La NUPES parvient à se qualifier dans les 11 secteurs du département pour le deuxième tour. En premier lieu, elle conserve largement les deux sièges obtenus par la gauche en 2017. La cheffe de file des insoumis dépasse les 50 % des voix au premier tour à Ivry mais n'est pas directement élue en raison de l'abstention. Elle défait largement le président du parti En Commun, Philippe Hardouin. Isabelle Santiago, députée socialiste d'Alfortville-Vitry depuis la démission en 2020 de Luc Carvounas, est elle aussi largement reconduite.
Quatre secteurs, tous emportés par les marcheurs en 2017, tombent entre les mains de la NUPES. Créteil-Choisy se choisit l'insoumise Clémence Guetté, tête de liste régionale insoumise en Nouvelle-Aquitaine en 2021, face au député sortant. La sénatrice Génération.s Sophie Taillé-Polian l'emporte à Villejuif avec un score confortable. Deux figures médiatiques l'emportent aussi pour les insoumis. Le syndicaliste étudiant et chroniqueur de télévision, Louis Boyard l'emporte face à Laurent Saint-Martin, député sortant marcheur et tête de liste régionale pour LREM en Île-de-France en 2021. Rachel Keke, qui s'est fait connaître pendant la grève des femmes de chambre de l'hôtel Ibis Batignolles, s'impose de justesse face à l'ancienne ministre des Sports, Roxana Maracineanu.
Ensemble conserve trois sièges. Guillaume Gouffier-Cha, après un premier tour serré face à une candidate écologiste, creuse l'écart au second et conserve son siège de Vincennes. Maud Petit conserve son siège pour le MoDem, également après un premier tour serré face à la NUPES. La victoire la plus large revient à Frédéric Descrozaille. Lui aussi connaît un premier tour serré avec la NUPES mais frôle finalement les 60 % des voix au deuxième tour face à un militant insoumis.
Enfin, Les Républicains perdent l'un de leurs deux derniers sièges. Gilles Carrez, député de Champigny-Le Perreux depuis 1993, ne brigue pas de septième mandat et son successeur désigné par son parti est éliminé dès le premier tour. Ainsi, et ce n'était pas arrivé depuis au moins 1988, c'est le candidat de gauche, le syndicaliste communiste Julien Léger, qui arrive en tête du premier tour. Cependant, il est assez largement défait par le candidat marcheur, Mathieu Lefèvre, conseiller ministériel de Gérald Darmanin. Le dernier siège "bleu" du département est donc celui de Michel Herbillon, à Maisons-Alfort. Député depuis 1997, le député obtient le score le plus large du département, dépassant 64 % des voix face à un candidat NUPES. On y note l'élimination dès le premier tour de l'ancienne ministre marcheuse, Emmanuelle Wargon.

### Résultats par circonscription

#### Première circonscription
Député sortant : Frédéric Descrozaille (La République en marche)
| Candidat                 | Candidat                 | Parti et coalition       | Nuance                   | Premier tour | Premier tour | Second tour | Second tour |
| Candidat                 | Candidat                 | Parti et coalition       | Nuance                   | Voix         | %            | Voix        | %           |
| ------------------------ | ------------------------ | ------------------------ | ------------------------ | ------------ | ------------ | ----------- | ----------- |
|                          | Frédéric Descrozaille    | LREM (ENS)               | ENS                      | 12 291       | 28,74        | 23 949      | 59,09       |
|                          | Thierry Guintrand        | LFI - E! (NUPES)         | NUP                      | 11 908       | 27,84        | 16 581      | 40,91       |
|                          | Germain Roesch           | LR (UDC)                 | LR                       | 8 183        | 19,13        |             |             |
|                          | Laurent Jolly            | RN                       | RN                       | 3 835        | 8,97         |             |             |
|                          | Mirela Bratulescu        | REC                      | REC                      | 2 445        | 5,72         |             |             |
|                          | Amina Bouatlaoui         | EAC                      | ECO                      | 1 598        | 3,74         |             |             |
|                          | Pierre-Louis Lauzet      | PACE                     | DVG                      | 1 302        | 3,04         |             |             |
|                          | Pierre Robin             | PA                       | ECO                      | 787          | 1,84         |             |             |
|                          | Almash Patel             | LO                       | DXG                      | 330          | 0,77         |             |             |
|                          | Géraldine Telle          | LREM diss.               | DIV                      | 92           | 0,22         |             |             |
|                          | Françoise Le Parc        | PCF diss.                | DVG                      | 0            | 0,00         |             |             |
|                          |                          |                          |                          |              |              |             |             |
| Votes valides            | Votes valides            | Votes valides            | Votes valides            | 42 771       | 98,39        | 40 530      | 94,16       |
| Votes blancs             | Votes blancs             | Votes blancs             | Votes blancs             | 498          | 1,15         | 1 798       | 4,18        |
| Votes nuls               | Votes nuls               | Votes nuls               | Votes nuls               | 203          | 0,47         | 717         | 1,67        |
| Total                    | Total                    | Total                    | Total                    | 43 472       | 100          | 43 045      | 100         |
| Abstention               | Abstention               | Abstention               | Abstention               | 41 659       | 48,94        | 42 112      | 49,45       |
| Inscrits / participation | Inscrits / participation | Inscrits / participation | Inscrits / participation | 85 131       | 51,06        | 85 157      | 50,55       |

#### Deuxième circonscription
Député sortant : Jean François Mbaye (La République en marche)
| Candidat                 | Candidat                 | Parti et coalition       | Nuance                   | Premier tour | Premier tour | Second tour | Second tour |
| Candidat                 | Candidat                 | Parti et coalition       | Nuance                   | Voix         | %            | Voix        | %           |
| ------------------------ | ------------------------ | ------------------------ | ------------------------ | ------------ | ------------ | ----------- | ----------- |
|                          | Clémence Guetté          | LFI (NUPES)              | NUP                      | 12 440       | 47,46        | 16 523      | 64,20       |
|                          | Jean François Mbaye      | LREM (ENS)               | ENS                      | 6 024        | 22,98        | 9 213       | 35,80       |
|                          | Antoine Ghaye            | RN                       | RN                       | 2 792        | 10,65        |             |             |
|                          | Frédéric Druart          | LR (UDC)                 | LR                       | 1 713        | 6,53         |             |             |
|                          | Eloïse Laval             | REC                      | REC                      | 894          | 3,41         |             |             |
|                          | Coline Lardeux           | PRG                      | RDG                      | 804          | 3,07         |             |             |
|                          | Céline Suin              | PA                       | ECO                      | 452          | 1,72         |             |             |
|                          | Josefa Torres            | LO                       | DXG                      | 324          | 1,24         |             |             |
|                          | Salika Amara             | SE                       | DIV                      | 318          | 1,21         |             |             |
|                          | Françoise Roussel        | POID                     | DXG                      | 245          | 0,93         |             |             |
|                          | Taïeb Bouriachi          | SE                       | DIV                      | 208          | 0,79         |             |             |
|                          | Elsa Deransart           | SE (FGR)                 | DVG                      | 0            | 0            |             |             |
|                          |                          |                          |                          |              |              |             |             |
| Votes valides            | Votes valides            | Votes valides            | Votes valides            | 26 214       | 97,63        | 25 736      | 94,85       |
| Votes blancs             | Votes blancs             | Votes blancs             | Votes blancs             | 450          | 1,68         | 999         | 3,68        |
| Votes nuls               | Votes nuls               | Votes nuls               | Votes nuls               | 186          | 0,69         | 397         | 1,46        |
| Total                    | Total                    | Total                    | Total                    | 26 850       | 100          | 27 132      | 100         |
| Abstention               | Abstention               | Abstention               | Abstention               | 39 252       | 59,38        | 38 982      | 58,96       |
| Inscrits / participation | Inscrits / participation | Inscrits / participation | Inscrits / participation | 66 102       | 40,62        | 66 114      | 41,04       |

#### Troisième circonscription
Député sortant : Laurent Saint-Martin (La République en marche)
| Candidat                 | Candidat                 | Parti et coalition       | Nuance                   | Premier tour | Premier tour | Second tour | Second tour |
| Candidat                 | Candidat                 | Parti et coalition       | Nuance                   | Voix         | %            | Voix        | %           |
| ------------------------ | ------------------------ | ------------------------ | ------------------------ | ------------ | ------------ | ----------- | ----------- |
|                          | Louis Boyard             | LFI (NUPES)              | NUP                      | 9 655        | 31,57        | 15 087      | 51,98       |
|                          | Laurent Saint-Martin     | LREM (ENS)               | ENS                      | 7 804        | 25,52        | 13 940      | 48,02       |
|                          | Didier Gonzales          | LR (UDC)                 | LR                       | 4 801        | 15,70        |             |             |
|                          | Francis Pretot           | RN                       | RN                       | 4 221        | 13,80        |             |             |
|                          | Jean-Baptiste Abribat    | REC                      | REC                      | 1 303        | 4,26         |             |             |
|                          | Guillaume Poiret         | PRG                      | DXG                      | 873          | 2,85         |             |             |
|                          | Marie-Françoise Baptiste | DLF (UPF)                | DSV                      | 579          | 1,89         |             |             |
|                          | Tom Bry-Chevalier        | PA                       | ECO                      | 485          | 1,59         |             |             |
|                          | Lucien Noaile            | LO                       | DXG                      | 277          | 0,91         |             |             |
|                          | Catherine Marques        | SE                       | DIV                      | 237          | 0,77         |             |             |
|                          | Naoual Hamzaoui          | LMR                      | DVD                      | 192          | 0,63         |             |             |
|                          | André Yon                | POID                     | DXG                      | 147          | 0,48         |             |             |
|                          | Bluezz Orkidez           | LFI diss.                | DVG                      | 7            | 0,02         |             |             |
|                          |                          |                          |                          |              |              |             |             |
| Votes valides            | Votes valides            | Votes valides            | Votes valides            | 30 581       | 97,76        | 29 027      | 93,04       |
| Votes blancs             | Votes blancs             | Votes blancs             | Votes blancs             | 547          | 1,75         | 1 665       | 5,34        |
| Votes nuls               | Votes nuls               | Votes nuls               | Votes nuls               | 153          | 0,49         | 507         | 1,63        |
| Total                    | Total                    | Total                    | Total                    | 31 281       | 100          | 31 199      | 100         |
| Abstention               | Abstention               | Abstention               | Abstention               | 42 748       | 57,74        | 42 848      | 57,87       |
| Inscrits / participation | Inscrits / participation | Inscrits / participation | Inscrits / participation | 74 029       | 42,26        | 74 047      | 42,13       |

#### Quatrième circonscription
Députée sortante : Maud Petit (Mouvement démocrate)
| Candidat                 | Candidat                 | Parti et coalition       | Nuance                   | Premier tour | Premier tour | Second tour | Second tour |
| Candidat                 | Candidat                 | Parti et coalition       | Nuance                   | Voix         | %            | Voix        | %           |
| ------------------------ | ------------------------ | ------------------------ | ------------------------ | ------------ | ------------ | ----------- | ----------- |
|                          | Mirabelle Lemaire        | LFI (NUPES)              | NUP                      | 10 238       | 29,65        | 14 192      | 44,02       |
|                          | Maud Petit               | MoDem (ENS)              | ENS                      | 10 085       | 29,21        | 18 050      | 55,98       |
|                          | Marie-Carole Ciuntu      | LR (UDC)                 | LR                       | 5 760        | 16,68        |             |             |
|                          | Alain Philippet          | RN                       | RN                       | 4 679        | 13,55        |             |             |
|                          | Véronique Merlin         | REC                      | REC                      | 1 820        | 5,27         |             |             |
|                          | Isabelle Yvos            | PA                       | ECO                      | 748          | 2,17         |             |             |
|                          | Gérard Scotto            | LP (UPF)                 | DSV                      | 543          | 1,57         |             |             |
|                          | Brigitte Moulin          | LO                       | DXG                      | 399          | 1,16         |             |             |
|                          | Marie-Odile Perru        | AC (ÉMP)                 | DVC                      | 249          | 0,72         |             |             |
|                          | Denis Vicent             | PCF diss.                | DVG                      | 6            | 0,02         |             |             |
|                          |                          |                          |                          |              |              |             |             |
| Votes valides            | Votes valides            | Votes valides            | Votes valides            | 34 527       | 98,03        | 32 242      | 93,46       |
| Votes blancs             | Votes blancs             | Votes blancs             | Votes blancs             | 479          | 1,36         | 1 648       | 4,78        |
| Votes nuls               | Votes nuls               | Votes nuls               | Votes nuls               | 215          | 0,61         | 607         | 1,76        |
| Total                    | Total                    | Total                    | Total                    | 35 221       | 100          | 34 497      | 100         |
| Abstention               | Abstention               | Abstention               | Abstention               | 38 823       | 52,43        | 39 571      | 53,43       |
| Inscrits / participation | Inscrits / participation | Inscrits / participation | Inscrits / participation | 74 044       | 47,57        | 74 068      | 46,57       |

#### Cinquième circonscription

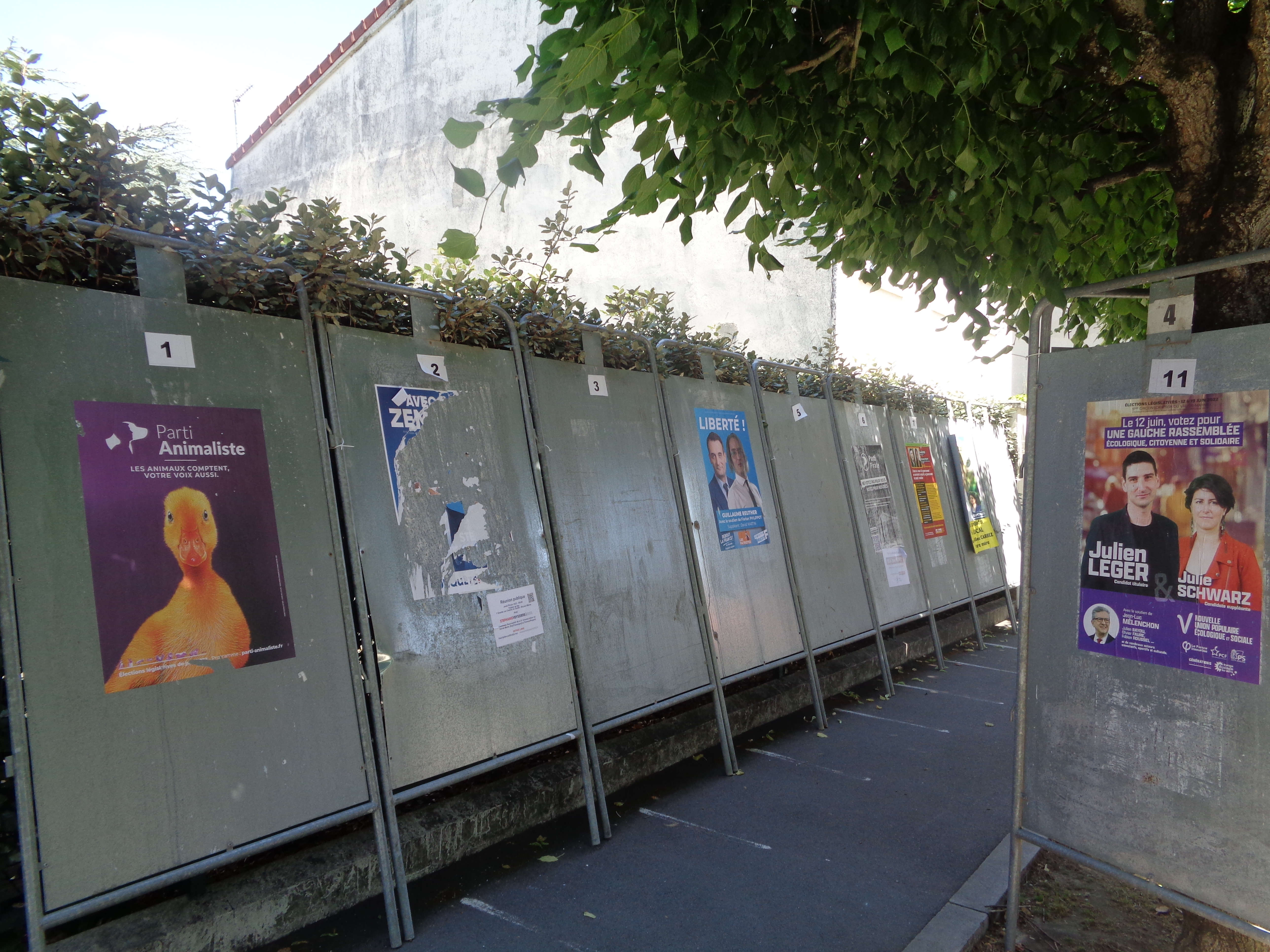
Affiches de campagne dans la cinquième circonscription du Val-de-Marne.

Député sortant : Gilles Carrez (Les Républicains)
| Candidat                 | Candidat                  | Parti et coalition       | Nuance                   | Premier tour | Premier tour | Second tour | Second tour |  |
| Candidat                 | Candidat                  | Parti et coalition       | Nuance                   | Voix         | %            | Voix        | %           |  |
| ------------------------ | ------------------------- | ------------------------ | ------------------------ | ------------ | ------------ | ----------- | ----------- |  |
|                          | Julien Léger              | PCF (NUPES)              | NUP                      | 13 452       | 31,58        | 17 739      | 43,53       |  |
|                          | Mathieu Lefèvre           | LREM (ENS)               | ENS                      | 12 544       | 29,45        | 23 010      | 56,47       |  |
|                          | Paul Bazin                | LR (UDC)                 | LR                       | 8 564        | 20,11        |             |             |  |
|                          | Isabelle Huguenin-Richard | RN                       | RN                       | 3 537        | 8,30         |             |             |  |
|                          | Stéphanie Veyssière       | REC                      | REC                      | 2 197        | 5,16         |             |             |  |
|                          | Frédéric Duboucher        | PA                       | ECO                      | 870          | 2,04         |             |             |  |
|                          | Guillaume Reuther         | LP (UPF)                 | DSV                      | 507          | 1,19         |             |             |  |
|                          | François Joslin           | LO                       | DXG                      | 319          | 0,75         |             |             |  |
|                          | Maxime Henry              | PP                       | DIV                      | 252          | 0,59         |             |             |  |
|                          | Bruno Chiche              | POID                     | DXG                      | 234          | 0,55         |             |             |  |
|                          | Matthieu Thenin           | SE                       | DIV                      | 109          | 0,26         |             |             |  |
|                          | Alain Mahaud              | PCF diss.                | DVG                      | 6            | 0,01         |             |             |  |
|                          |                           |                          |                          |              |              |             |             |  |
| Votes valides            | Votes valides             | Votes valides            | Votes valides            | 42 591       | 98,34        | 40 749      | 95,09       |  |
| Votes blancs             | Votes blancs              | Votes blancs             | Votes blancs             | 575          | 1,33         | 1 627       | 3,80        |  |
| Votes nuls               | Votes nuls                | Votes nuls               | Votes nuls               | 143          | 0,33         | 476         | 1,11        |  |
| Total                    | Total                     | Total                    | Total                    | 43 309       | 100          | 42 852      | 100         |  |
| Abstention               | Abstention                | Abstention               | Abstention               | 46 965       | 52,02        | 47 442      | 52,54       |  |
| Inscrits / participation | Inscrits / participation  | Inscrits / participation | Inscrits / participation | 90 274       | 47,98        | 90 294      | 47,46       |  |

#### Sixième circonscription
Député sortant : Guillaume Gouffier-Cha (La République en marche)
| Candidat                 | Candidat                 | Parti et coalition       | Nuance                   | Premier tour | Premier tour | Second tour | Second tour |
| Candidat                 | Candidat                 | Parti et coalition       | Nuance                   | Voix         | %            | Voix        | %           |
| ------------------------ | ------------------------ | ------------------------ | ------------------------ | ------------ | ------------ | ----------- | ----------- |
|                          | Guillaume Gouffier-Cha   | LREM (ENS)               | ENS                      | 16 126       | 36,40        | 23 416      | 54,36       |
|                          | May Bouhada              | EELV (NUPES)             | NUP                      | 16 061       | 36,26        | 19 661      | 45,64       |
|                          | Huguette Frieh           | UDI (UDC)                | UDI                      | 2 791        | 6,30         |             |             |
|                          | Charles Taieb            | REC                      | REC                      | 2 771        | 6,26         |             |             |
|                          | Catherine Chaput         | RN                       | RN                       | 2 432        | 5,49         |             |             |
|                          | Tony Renault             | EAC                      | ECO                      | 961          | 2,17         |             |             |
|                          | Xavier Cornet            | PA                       | ECO                      | 766          | 1,73         |             |             |
|                          | Aniela Wyporek           | LEA (TUPV)               | ECO                      | 742          | 1,67         |             |             |
|                          | Luc Alonso               | AC (ÉMP)                 | DVC                      | 590          | 1,33         |             |             |
|                          | Benoit Willard           | RES                      | REG                      | 407          | 0,92         |             |             |
|                          | Véronique Hunaut         | LO                       | DXG                      | 269          | 0,61         |             |             |
|                          | Jothi Bourg              | EVUNM (CRIC)             | DIV                      | 200          | 0,45         |             |             |
|                          | Alexandre Herzog         | POID                     | DXG                      | 156          | 0,35         |             |             |
|                          | François Massot          | PP                       | REG                      | 19           | 0,04         |             |             |
|                          | Fabrice Gillet           | PCF diss.                | DVG                      | 8            | 0,02         |             |             |
|                          |                          |                          |                          |              |              |             |             |
| Votes valides            | Votes valides            | Votes valides            | Votes valides            | 44 299       | 98,59        | 43 077      | 95,84       |
| Votes blancs             | Votes blancs             | Votes blancs             | Votes blancs             | 462          | 1,03         | 1 329       | 2,96        |
| Votes nuls               | Votes nuls               | Votes nuls               | Votes nuls               | 172          | 0,38         | 540         | 1,20        |
| Total                    | Total                    | Total                    | Total                    | 44 933       | 100          | 44 946      | 100         |
| Abstention               | Abstention               | Abstention               | Abstention               | 37 174       | 45,28        | 37 178      | 45,27       |
| Inscrits / participation | Inscrits / participation | Inscrits / participation | Inscrits / participation | 82 107       | 54,72        | 82 124      | 54,73       |

#### Septième circonscription
Député sortant : Jean-Jacques Bridey (La République en marche)
| Candidat                 | Candidat                 | Parti et coalition       | Nuance                   | Premier tour | Premier tour | Second tour | Second tour |
| Candidat                 | Candidat                 | Parti et coalition       | Nuance                   | Voix         | %            | Voix        | %           |
| ------------------------ | ------------------------ | ------------------------ | ------------------------ | ------------ | ------------ | ----------- | ----------- |
|                          | Rachel Keke              | LFI (NUPES)              | NUP                      | 11 200       | 37,22        | 14 663      | 50,30       |
|                          | Roxana Maracineanu       | LREM (ENS)               | ENS                      | 7 153        | 23,77        | 14 486      | 49,70       |
|                          | Vincent Jeanbrun         | LR (UDC)                 | LR                       | 5 514        | 18,32        |             |             |
|                          | Ugo Iannuzzi             | RN                       | RN                       | 2 856        | 9,49         |             |             |
|                          | Noël Nadal               | REC                      | REC                      | 1 125        | 3,74         |             |             |
|                          | El-Mehdi Lemaanni        | LREM diss.               | DIV                      | 1 100        | 3,66         |             |             |
|                          | Pascale Corbin           | PA                       | ECO                      | 690          | 2,29         |             |             |
|                          | Claire Maury             | LO                       | DXG                      | 448          | 1,49         |             |             |
|                          | Gaëlle Debbache          | PP                       | REG                      | 9            | 0,03         |             |             |
|                          |                          |                          |                          |              |              |             |             |
| Votes valides            | Votes valides            | Votes valides            | Votes valides            | 30 095       | 98,06        | 29 149      | 94,91       |
| Votes blancs             | Votes blancs             | Votes blancs             | Votes blancs             | 436          | 1,42         | 1 152       | 3,75        |
| Votes nuls               | Votes nuls               | Votes nuls               | Votes nuls               | 158          | 0,51         | 410         | 1,34        |
| Total                    | Total                    | Total                    | Total                    | 30 689       | 100          | 30 711      | 100         |
| Abstention               | Abstention               | Abstention               | Abstention               | 35 554       | 53,67        | 35 562      | 53,66       |
| Inscrits / participation | Inscrits / participation | Inscrits / participation | Inscrits / participation | 66 243       | 46,33        | 66 273      | 46,34       |

#### Huitième circonscription
Député sortant : Michel Herbillon (Les Républicains)
| Candidat                 | Candidat                 | Parti et coalition       | Nuance                   | Premier tour | Premier tour | Second tour | Second tour |
| Candidat                 | Candidat                 | Parti et coalition       | Nuance                   | Voix         | %            | Voix        | %           |
| ------------------------ | ------------------------ | ------------------------ | ------------------------ | ------------ | ------------ | ----------- | ----------- |
|                          | Michel Herbillon         | LR (UDC)                 | LR                       | 15 767       | 37,48        | 25 641      | 63,27       |
|                          | Erik Pagès               | LFI (NUPES)              | NUP                      | 11 847       | 28,16        | 14 884      | 36,73       |
|                          | Emmanuelle Wargon        | TdP (ENS)                | ENS                      | 7 964        | 18,93        |             |             |
|                          | Élisabeth Vuillard       | RN                       | RN                       | 2 240        | 5,32         |             |             |
|                          | Olivier Buclin           | REC                      | REC                      | 1 719        | 4,09         |             |             |
|                          | Alexandra Scotto         | PA                       | ECO                      | 933          | 2,22         |             |             |
|                          | Stéphanie Hugon          | PP                       | DVG                      | 799          | 1,90         |             |             |
|                          | Franck Chalendar         | LP (UPF)                 | DSV                      | 399          | 0,95         |             |             |
|                          | Amandine Cheyns          | LO                       | DXG                      | 246          | 0,58         |             |             |
|                          | Mickaël Mourlin          | POID                     | DXG                      | 156          | 0,37         |             |             |
|                          | Zohra Lamimi             | PCF diss.                | DVG                      | 1            | 0,00         |             |             |
|                          |                          |                          |                          |              |              |             |             |
| Votes valides            | Votes valides            | Votes valides            | Votes valides            | 42 071       | 98,82        | 40 525      | 96,68       |
| Votes blancs             | Votes blancs             | Votes blancs             | Votes blancs             | 362          | 0,85         | 1 027       | 2,45        |
| Votes nuls               | Votes nuls               | Votes nuls               | Votes nuls               | 141          | 0,33         | 364         | 0,87        |
| Total                    | Total                    | Total                    | Total                    | 42 574       | 100          | 41 916      | 100         |
| Abstention               | Abstention               | Abstention               | Abstention               | 35 939       | 45,77        | 36 613      | 46,62       |
| Inscrits / participation | Inscrits / participation | Inscrits / participation | Inscrits / participation | 78 513       | 54,23        | 78 529      | 53,38       |

#### Neuvième circonscription
Députée sortante : Isabelle Santiago (Parti socialiste)
| Candidat                 | Candidat                  | Parti et coalition       | Nuance                   | Premier tour | Premier tour | Second tour | Second tour |
| Candidat                 | Candidat                  | Parti et coalition       | Nuance                   | Voix         | %            | Voix        | %           |
| ------------------------ | ------------------------- | ------------------------ | ------------------------ | ------------ | ------------ | ----------- | ----------- |
|                          | Isabelle Santiago         | PS (NUPES)               | NUP                      | 10 612       | 48,27        | 13 771      | 67,25       |
|                          | Jonathan Rosenblum        | LREM (ENS)               | ENS                      | 4 453        | 20,25        | 6 707       | 32,75       |
|                          | Wenqi Cui                 | RN                       | RN                       | 2 297        | 10,45        |             |             |
|                          | Michèle Bonhomme-Afflatet | LR (UDC)                 | LR                       | 927          | 4,22         |             |             |
|                          | Christophe Jaubert        | EAC                      | ECO                      | 786          | 3,58         |             |             |
|                          | Simone Benouadah          | REC                      | REC                      | 749          | 3,41         |             |             |
|                          | Abdallah Benbekta         | EELV diss.               | ECO                      | 719          | 3,27         |             |             |
|                          | Emmanuel Ollivier         | PA                       | ECO                      | 402          | 1,83         |             |             |
|                          | Lufian Ndongala           | SE                       | DIV                      | 360          | 1,64         |             |             |
|                          | Sandrine Ruchot           | LO                       | DXG                      | 357          | 1,62         |             |             |
|                          | Monia Mahmoudi            | SE                       | DIV                      | 146          | 0,66         |             |             |
|                          | Véronique Ducandas        | POID                     | DXG                      | 130          | 0,59         |             |             |
|                          | Ethan Gary                | RS (LRDP)                | DSV                      | 47           | 0,21         |             |             |
|                          |                           |                          |                          |              |              |             |             |
| Votes valides            | Votes valides             | Votes valides            | Votes valides            | 21 985       | 97,07        | 20 478      | 94,39       |
| Votes blancs             | Votes blancs              | Votes blancs             | Votes blancs             | 405          | 1,79         | 792         | 3,65        |
| Votes nuls               | Votes nuls                | Votes nuls               | Votes nuls               | 259          | 1,14         | 426         | 1,96        |
| Total                    | Total                     | Total                    | Total                    | 22 649       | 100          | 21 696      | 100         |
| Abstention               | Abstention                | Abstention               | Abstention               | 31 504       | 58,18        | 32 476      | 59,95       |
| Inscrits / participation | Inscrits / participation  | Inscrits / participation | Inscrits / participation | 54 153       | 41,82        | 54 172      | 40,05       |

#### Dixième circonscription
Députée sortante : Mathilde Panot (La France insoumise)
| Candidat                 | Candidat                 | Parti et coalition       | Nuance                   | Premier tour | Premier tour | Second tour | Second tour |
| Candidat                 | Candidat                 | Parti et coalition       | Nuance                   | Voix         | %            | Voix        | %           |
| ------------------------ | ------------------------ | ------------------------ | ------------------------ | ------------ | ------------ | ----------- | ----------- |
|                          | Mathilde Panot           | LFI (NUPES)              | NUP                      | 16 122       | 54,84        | 18 739      | 67,63       |
|                          | Philippe Hardouin        | EC - LREM (ENS)          | ENS                      | 6 113        | 20,79        | 8 969       | 32,37       |
|                          | Elise Lin                | RN                       | RN                       | 2 817        | 9,58         |             |             |
|                          | Alex Joubert             | UDI (UDC)                | UDI                      | 1 407        | 4,79         |             |             |
|                          | Laurine Ladian-Fassi     | REC                      | REC                      | 1 100        | 3,74         |             |             |
|                          | Bernard Chappellier      | LEF                      | ECO                      | 783          | 2,66         |             |             |
|                          | Christine Lichtenauer    | LO                       | DXG                      | 614          | 2,09         |             |             |
|                          | César Courant            | PA                       | ECO                      | 442          | 1,50         |             |             |
|                          |                          |                          |                          |              |              |             |             |
| Votes valides            | Votes valides            | Votes valides            | Votes valides            | 29 398       | 97,70        | 27 708      | 95,17       |
| Votes blancs             | Votes blancs             | Votes blancs             | Votes blancs             | 499          | 1,66         | 973         | 3,34        |
| Votes nuls               | Votes nuls               | Votes nuls               | Votes nuls               | 193          | 0,64         | 432         | 1,48        |
| Total                    | Total                    | Total                    | Total                    | 30 090       | 100          | 29 113      | 100         |
| Abstention               | Abstention               | Abstention               | Abstention               | 37 021       | 55,16        | 38 021      | 56,63       |
| Inscrits / participation | Inscrits / participation | Inscrits / participation | Inscrits / participation | 67 111       | 44,84        | 67 134      | 43,37       |

#### Onzième circonscription
Député sortant : Albane Gaillot (élue en 2017 pour La République en marche, elle devient ensuite une indépendante rattachée à Europe Écologie Les Verts)
| Candidat                 | Candidat                            | Parti et coalition       | Nuance                   | Premier tour | Premier tour | Second tour | Second tour |
| Candidat                 | Candidat                            | Parti et coalition       | Nuance                   | Voix         | %            | Voix        | %           |
| ------------------------ | ----------------------------------- | ------------------------ | ------------------------ | ------------ | ------------ | ----------- | ----------- |
|                          | Sophie Taillé-Polian                | G·s (NUPES)              | NUP                      | 14 739       | 48,83        | 17 977      | 63,32       |
|                          | Erwann Calvez                       | LREM (ENS)               | ENS                      | 7 663        | 25,39        | 10 413      | 36,68       |
|                          | Martina Gabelica                    | RN                       | RN                       | 2 514        | 8,33         |             |             |
|                          | Mahrouf Bounegta                    | LR (UDC)                 | LR                       | 1 142        | 3,78         |             |             |
|                          | Sarah Milamon                       | REC                      | REC                      | 1 085        | 3,59         |             |             |
|                          | Maryvonne Rocheteau                 | GRS (FGR)                | DVG                      | 1 080        | 3,58         |             |             |
|                          | Jean Couthures                      | MdP (EAC)                | DVG                      | 889          | 2,95         |             |             |
|                          | Jocelyn-Pierre Rosaz                | PA                       | ECO                      | 429          | 1,42         |             |             |
|                          | Christine Mazurier                  | LO                       | DXG                      | 333          | 1,10         |             |             |
|                          | Zahra Ait Ouali                     | DEC (CRIC)               | DIV                      | 126          | 0,42         |             |             |
|                          | Nicole Florence                     | POID                     | DXG                      | 113          | 0,37         |             |             |
|                          | Pedro Guanaes Netto                 | RS (LRDP)                | DSV                      | 64           | 0,21         |             |             |
|                          | Namunayao Kahambwe Ziada Mwana-Kusu | PDF                      | DIV                      | 3            | 0,01         |             |             |
|                          | Dany-Laure Lavilette                | AC (ÉMP)                 | DVC                      | 3            | 0,01         |             |             |
|                          |                                     |                          |                          |              |              |             |             |
| Votes valides            | Votes valides                       | Votes valides            | Votes valides            | 30 183       | 97,91        | 28 390      | 95,04       |
| Votes blancs             | Votes blancs                        | Votes blancs             | Votes blancs             | 506          | 1,64         | 1 149       | 3,85        |
| Votes nuls               | Votes nuls                          | Votes nuls               | Votes nuls               | 139          | 0,45         | 332         | 1,11        |
| Total                    | Total                               | Total                    | Total                    | 30 828       | 100          | 29 871      | 100         |
| Abstention               | Abstention                          | Abstention               | Abstention               | 34 148       | 52,55        | 35 119      | 54,04       |
| Inscrits / participation | Inscrits / participation            | Inscrits / participation | Inscrits / participation | 64 976       | 47,45        | 64 990      | 45,96       |